# Mistrzostwa Świata Strongman 2003
Mistrzostwa Świata Strongman 2003 – doroczne, indywidualne zawody siłaczy.

## Rundy kwalifikacyjne
Wyniki kwalifikacji
Data: 20, 21, 22, 23 września 2003 r.
Do finału kwalifikuje się dwóch najlepszych zawodników z każdej z grup.
Grupa 1
| Miejsce | Zawodnik             | Kraj              | Punkty           |
| ------- | -------------------- | ----------------- | ---------------- |
| 1.      | Mariusz Pudzianowski | Polska            | 32               |
| 2.      | Geoff Dolan          | Kanada            | 29               |
| 3.      | Peter Baltus         | Holandia          | 25               |
| 4.      | Igor Piedan          | Rosja             | 17               |
| 5.      | Adrian Rollinson     | Anglia            | 17               |
| 6.      | Jesse Marunde        | Stany Zjednoczone | 2 (kontuzjowany) |

Grupa 2
| Miejsce | Zawodnik          | Kraj              | Punkty           |
| ------- | ----------------- | ----------------- | ---------------- |
| 1.      | Žydrūnas Savickas | Litwa             | 29               |
| 2.      | Magnus Samuelsson | Szwecja           | 27               |
| 3.      | Rene Minkwitz     | Dania             | 24               |
| 4.      | Don Pope          | Stany Zjednoczone | 22               |
| 5.      | Eddy Ellwood      | Anglia            | 13               |
| 6.      | Heinz Ollesch     | Niemcy            | 3 (kontuzjowany) |

Grupa 3
| Miejsce | Zawodnik           | Kraj              | Punkty |
| ------- | ------------------ | ----------------- | ------ |
| 1.      | Raimonds Bergmanis | Łotwa             | 30     |
| 2.      | Jarosław Dymek     | Polska            | 29,5   |
| 3.      | Phil Pfister       | Stany Zjednoczone | 24,5   |
| 4.      | Carl Broomfield    | Anglia            | 17,5   |
| 5.      | Jarno Hams         | Holandia          | 14     |
| 6.      | Jörgen Ljungberg   | Szwecja           | 8,5    |

Grupa 4
| Miejsce | Zawodnik             | Kraj              | Punkty |
| ------- | -------------------- | ----------------- | ------ |
| 1.      | Hugo Girard          | Kanada            | 30     |
| 2.      | Wasyl Wirastiuk      | Ukraina           | 27     |
| 3.      | Steve Kirit          | Stany Zjednoczone | 19     |
| 4.      | Vidas Blekaitis      | Litwa             | 18     |
| 5.      | Jón Valgeir Williams | Islandia          | 17     |
| 6.      | Glenn Ross           | Irlandia Północna | 15     |

Grupa 5
| Miejsce | Zawodnik        | Kraj              | Punkty           |
| ------- | --------------- | ----------------- | ---------------- |
| 1.      | Svend Karlsen   | Norwegia          | 32               |
| 2.      | Jessen Paulin   | Kanada            | 27               |
| 3.      | Mark Philippi   | Stany Zjednoczone | 22               |
| 4.      | Richard Gosling | Anglia            | 19               |
| 5.      | Franz Muellner  | Austria           | 18               |
| 6.      | Malone Horn     | Południowa Afryka | 1 (kontuzjowany) |

## Finał
Finał – wyniki szczegółowe
Data: 27, 28, 29, 30 września 2003 r.

Miejsce: Livingstone, Wodospady Wiktorii  Zambia
| Miejsce | Zawodnik             | Kraj     | Punkty |
| ------- | -------------------- | -------- | ------ |
| 1.      | Mariusz Pudzianowski | Polska   | 66     |
| 2.      | Žydrūnas Savickas    | Litwa    | 46     |
| 3.      | Wasyl Wirastiuk      | Ukraina  | 43     |
| 4.      | Magnus Samuelsson    | Szwecja  | 40     |
| 5.      | Raimonds Bergmanis   | Łotwa    | 40     |
| 6.      | Jarosław Dymek       | Polska   | 38     |
| 7.      | Hugo Girard          | Kanada   | 34     |
| 8.      | Jessen Paulin        | Kanada   | 29     |
| 9.      | Svend Karlsen        | Norwegia | 28     |
| 10.     | Geoff Dolan          | Kanada   | 21     |